# Xantolis racemosa
Xantolis racemosa là một loài thực vật có hoa trong họ Hồng xiêm. Loài này được Marcel Marie Maurice Dubard miêu tả khoa học đầu tiên năm 1911 dưới danh pháp Planchonella racemosa. Tác giả cũng ghi chép như sau: Tonkin no. 5220, 4266 [Bon]; no. 4337 [Balansa]. Mẫu lectotype lưu tại MNHN ghi chú 5220(TH) Phú Diền và ngày tháng thu mẫu 6 Martii 1892 (Latinh, 06/3/1892). Tuy nhiên, không thấy tài liệu thực vật học nào bằng tiếng Việt đề cập tới loài này.
Năm 1957 Pieter van Royen chuyển nó sang chi Xantolis.
Theo Plants of the World Online, loài này có tại Việt Nam.